# Exochella rossi
Exochella rossi är en mossdjursart som beskrevs av Hayward 1991. Exochella rossi ingår i släktet Exochella och familjen Exochellidae. Inga underarter finns listade i Catalogue of Life.